# St. Valentin (Bergham)

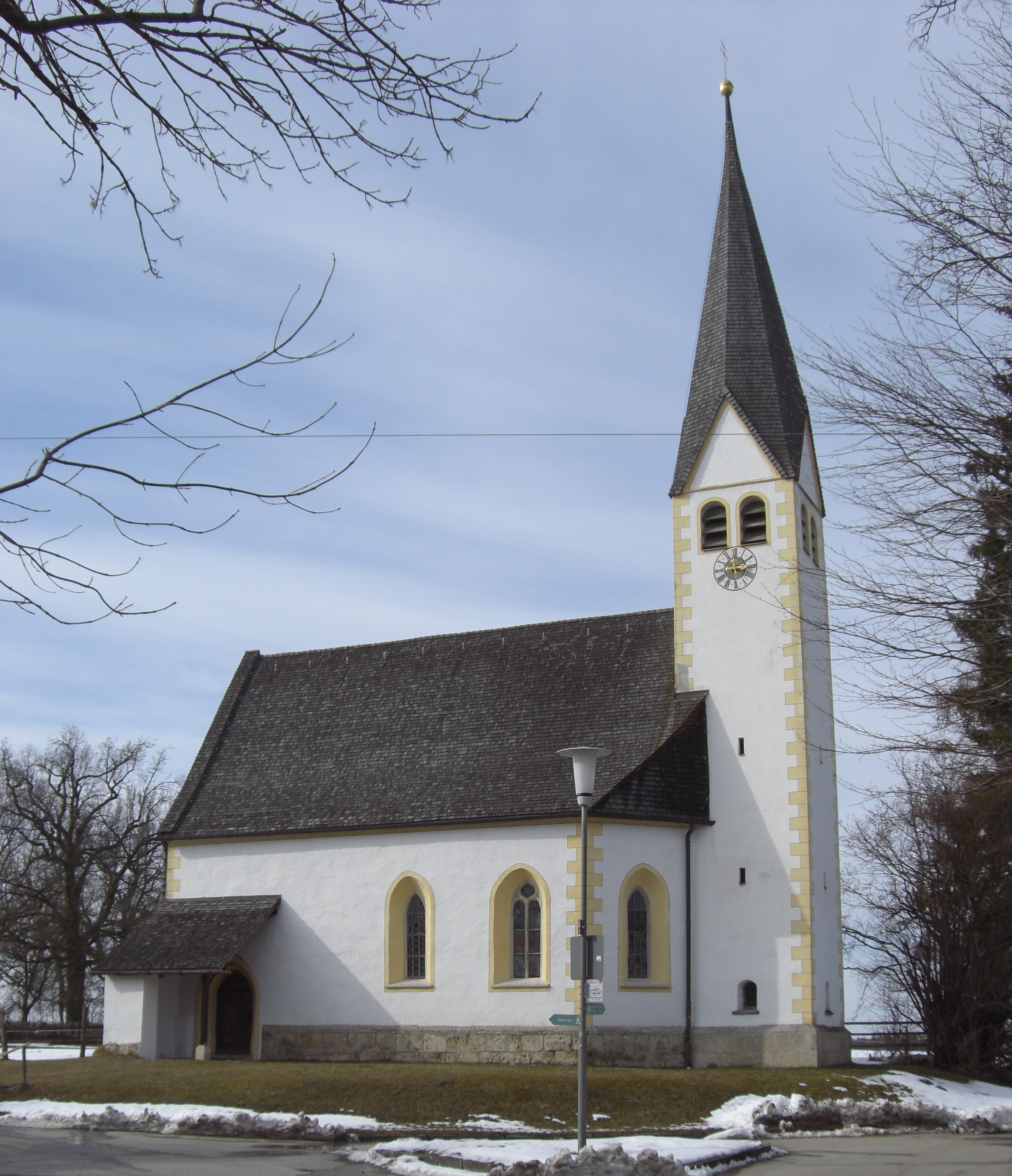
St. Valentin in Bergham

Chor

Die römisch-katholische Filialkirche St. Valentin steht in Bergham, einem Gemeindeteil von Otterfing im oberbayerischen Landkreis Miesbach. Das Bauwerk ist als Baudenkmal unter der Nr. D-1-82-127-14 eingetragen. Die Kirche gehört zum Erzbistum München und Freising.
Kirchenpatron ist der Hl. Valentin.

## Beschreibung
Die spätgotische Saalkirche wurde 1523 erbaut. Sie besteht aus einem Langhaus, einem eingezogenen, dreiseitig geschlossenen Chor im Osten und einem Kirchturm an der Stirnseite des Chors, dessen oberstes Geschoss die Turmuhr und den Glockenstuhl beherbergt und mit einem spitzen, schiefergedeckten Helm bedeckt ist. Das Erdgeschoss des Kirchturms ist mit einem Netzgewölbe mit quadratischen Schlusssteinen überspannt, das sich über Konsolen erhebt. Der Hochaltar aus der zweiten Hälfte des 17. Jahrhunderts mit einem Relief des Kirchenpatrons, der von zwei Stifterfiguren begleitet wird, wird von den Skulpturen der Wetterpatrone St. Johannes und Paulus flankiert. 